# Anastatus aereicorpus
Anastatus aereicorpus är en stekelart som först beskrevs av Girault 1925.  Anastatus aereicorpus ingår i släktet Anastatus och familjen hoppglanssteklar. Inga underarter finns listade i Catalogue of Life.